# 波多野秀長
波多野秀長（生年不詳－卒年不詳）是室町時代武將。兒子有波多野稙通、柳本賢治、香西元盛等。

## 簡歷
在應仁之亂中屬於細川勝元方並參與戰鬥，應仁之亂終結後，從勝元之子細川政元處得到丹波國多紀郡，成為丹波波多野氏的起源。
但是有說法指秀長是從因幡國移住至丹波，另外有秀長的祖先從相模國移住至丹波等諸多説法。能確定的只是秀長在丹波國建立居所。
以後波多野氏就以此為據點，在丹波國擴大勢力。